# Kari Palonen
Kari Palonen (* 1947) ist ein finnischer Politikwissenschaftler und emeritierter Hochschullehrer.

## Leben
Palonen lehrte seit 1983 Politikwissenschaft an der Universität Jyväskylä, dort wurde er 1993 zum Professor berufen. Im Jahr 2015 emeritierte er sich. Palonen publiziert in finnischer, englischer und deutscher Sprache. Zu seinen Forschungsinteressen zählen die Politische Philosophie und die Geschichte des Faches, Begriffsgeschichte, Parlamentarismusforschung und das Werk von Max Weber. Palonen war zweimal Professor bei der Finnischen Akademie (1998–2003 und 2008–2012). Palonen initiierte das jährliche Jyväskylä Symposia on Political Thought and Conceptual History. Palonen war visiting fellow am Clare Hall College (1998–1999, mittlerweile auf Lebenszeit) und an der Albert-Ludwigs-Universität Freiburg (2009). 2004 übernahm Palonen die Herausgeberschaft der Fachzeitschrift Redescriptions. Im Jahr 2006 war er für sechs Monate Aby-Warburg-Professor am Warburg-Haus der Universität Hamburg. Palonen ist Mitglied der Finnischen Akademie der Wissenschaften und der Academia Europaea.

## Schriften (Auswahl)
- Das „Weber’sche Moment“. Zur Kontingenz des Politischen Westdeutscher Verlag, Opladen/Wiesbaden 1998, ISBN 978-3-531-12997-6.
- Eine Lobrede für Politiker. Ein Kommentar zu Max Webers „Politik als Beruf“, Leske und Budrich, Opladen 2002, ISBN 978-3-8100-3498-4.
- The struggle with time. A conceptual history of "politics" as an activity, Lit-Verlag, Hamburg/Münster 2006, ISBN 978-3-8258-9293-7.
- Rhetorik des Unbeliebten. Lobreden auf Politiker im Zeitalter der Demokratie, Nomos, Baden-Baden 2012, ISBN 978-3-8329-7135-9.
- Max Webers Begriffspolitik. Aufsätze aus zwei Jahrzehnten, Nomos, Baden-Baden 2019, ISBN 978-3-8487-5380-2.
- Politik als parlamentarischer Begriff. Perspektiven aus den Plenardebatten des Deutschen Bundestags, Verlag Barbara Budrich, Opladen/Berlin 2021, ISBN 978-3-8474-2545-8.